# Asphodelus fistulosus
Asphodelus fistulosus — вид квіткових рослин родини ксантореєві (Xanthorrhoeaceae).

## Опис
Багаторічна або дворічна, рідше однорічна трава, висота зростання від 15 до 90(150) см. Листя об'єднуються в прикореневій розетці. Листки до 45 × 0,4(0,5) см, напівциліндричні, синьо-зелені. Стебло безлисте, порожнисте і має розгалужене, рідко просте, суцвіття. Шість пелюсток 7.5–13.5 × 3–6 мм білі або блідо-рожеві з рожевими, зеленими або коричневими жилками. Капсули 4-5,5 мм, майже кулясті. Період цвітіння триває з березня по травень.

## Поширення
Північна Африка: Алжир; Марокко; Туніс. Західна Азія: Кіпр; Єгипет — Синай; Ізраїль; Йорданія; Ліван; Сирія; Туреччина. Південна Європа: Колишня Югославія; Греція; Італія; Франція; Португалія [вкл. Мадейра]; Гібралтар; Іспанія [вкл. Канарські острови]. Натуралізований в деяких інших країнах. Також культивується. Росте на піщаних ґрунтах.

## Галерея

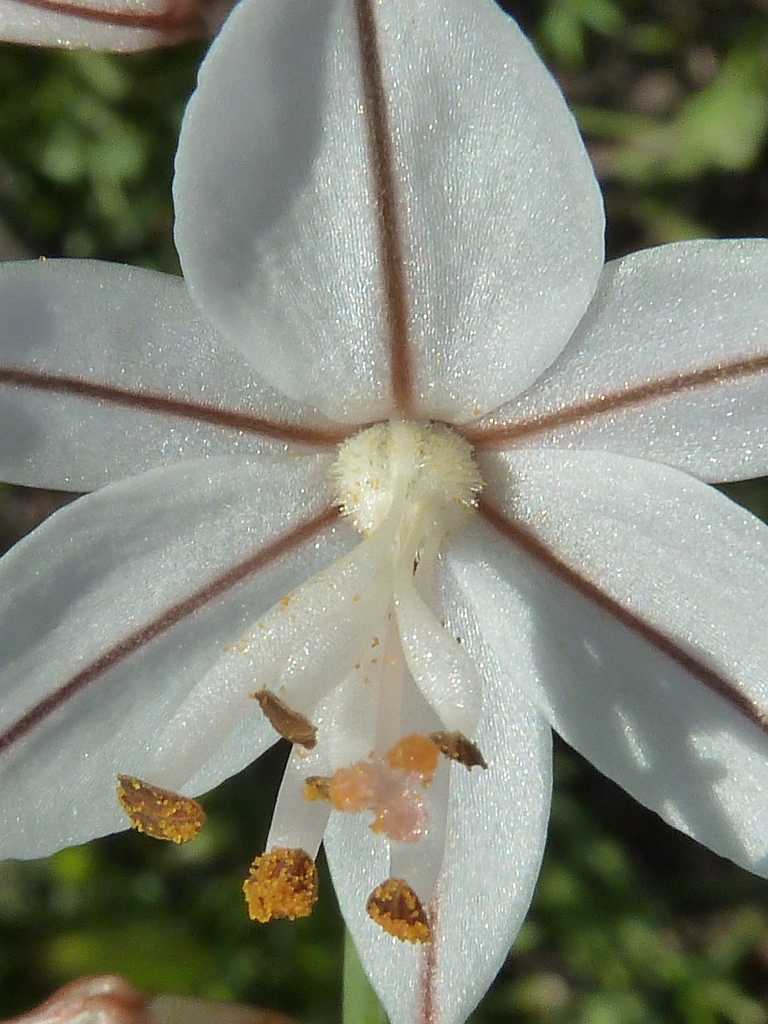
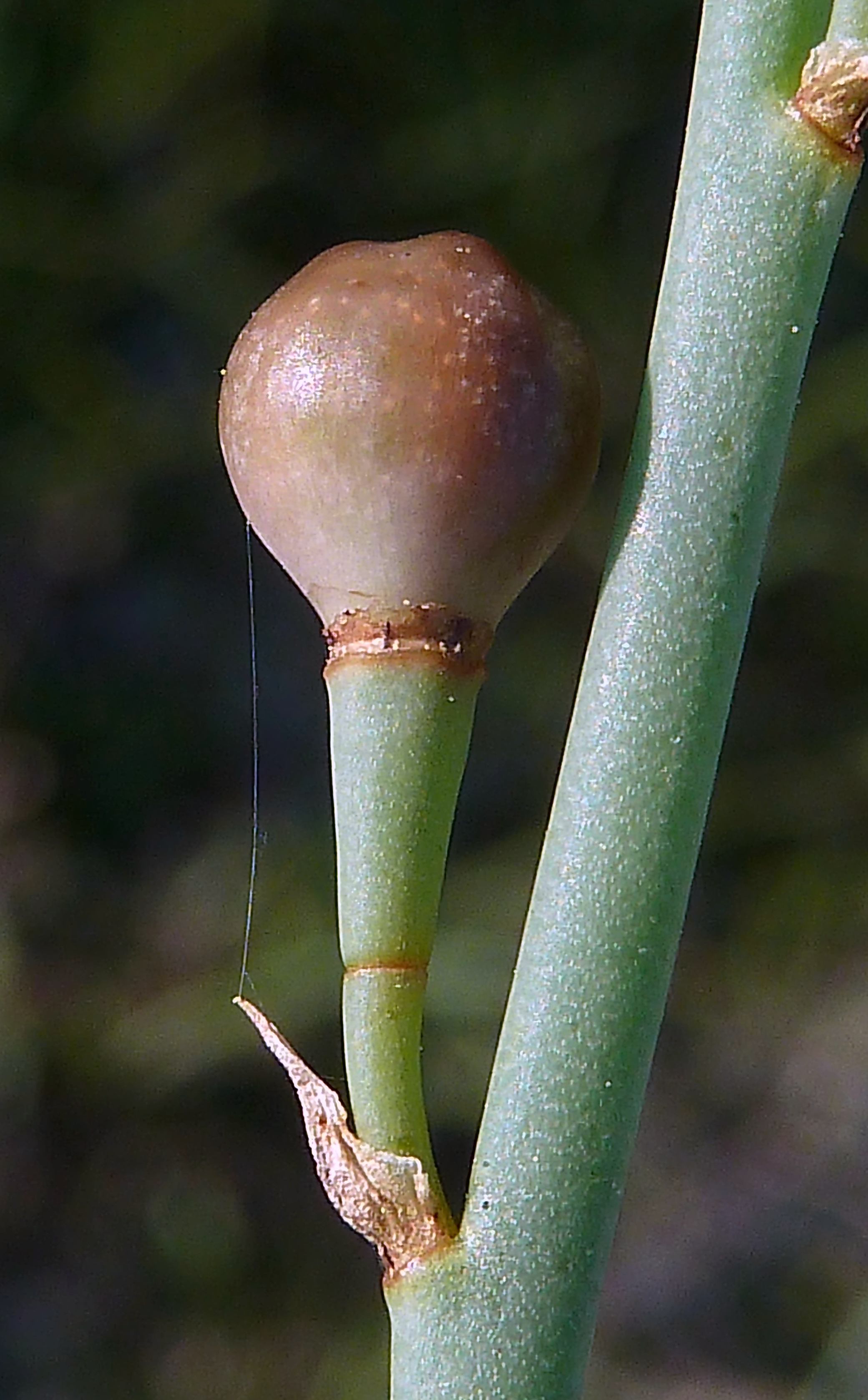
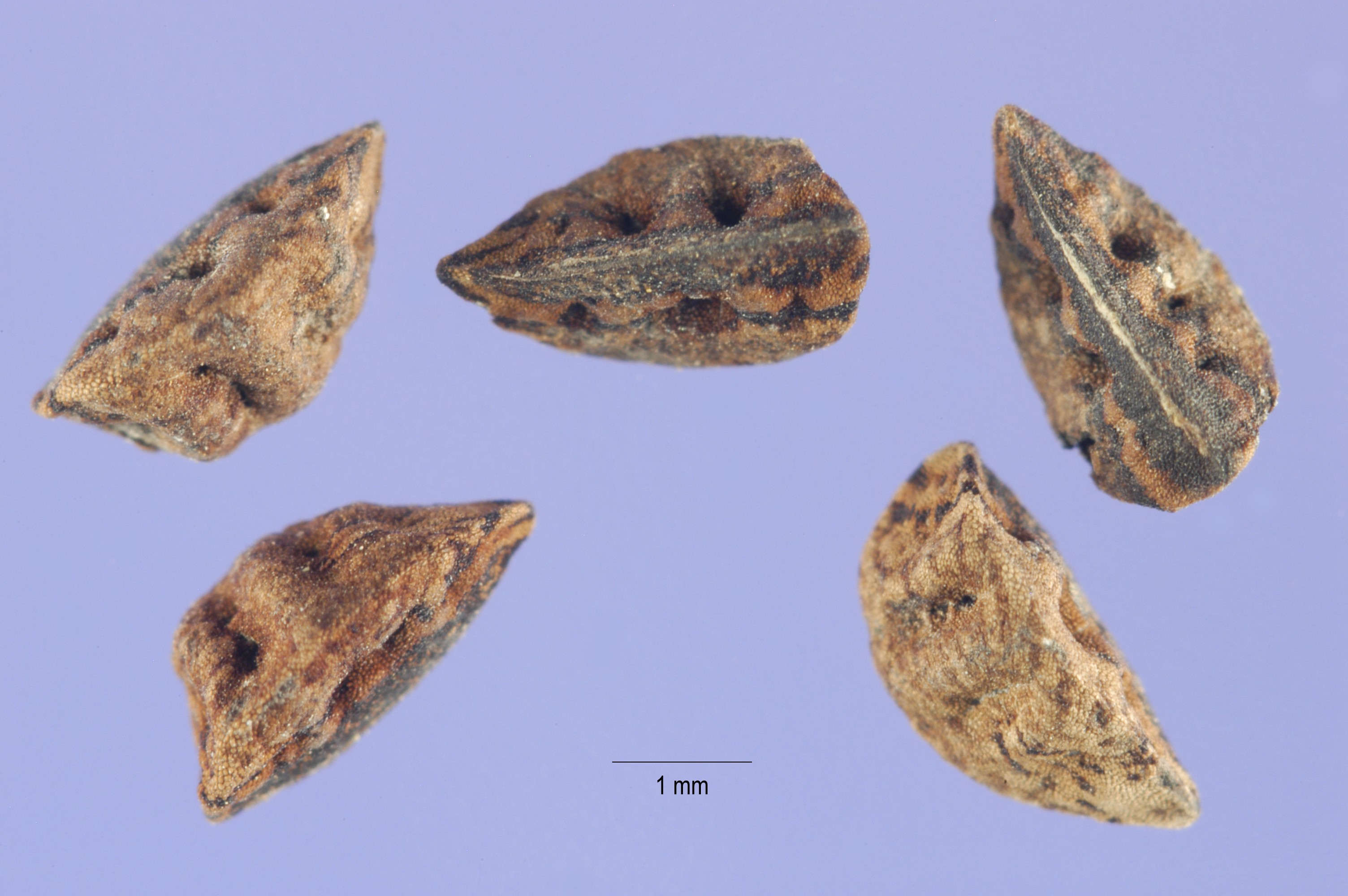